# Théorie picturale du langage
La théorie picturale du langage, également connue sous le nom de théorie picturale du sens, est une théorie de la référence et du sens linguistiques, énoncée par Ludwig Wittgenstein dans son Tractatus Logico-Philosophicus.
Il y est suggéré qu'une proposition signifiante décrit un état de choses ou un fait atomique,. Wittgenstein compare le concept d'images logiques (en allemand : Bilder) avec des images dans l'espace. La théorie picturale du langage est considérée comme l'une des théories de la vérité-correspondance.
Wittgenstein affirme qu'il existe un fossé infranchissable entre ce qui peut être exprimé dans le langage et ce qui ne peut être exprimé que de manière non verbale. La théorie picturale du sens stipule notamment que les propositions sont signifiantes si et seulement si elles peuvent être définies ou représentées dans le monde réel.
Les recherches ultérieures de Wittgenstein exposées dans la première partie des Investigations philosophiques ont réfuté et remplacé sa théorie antérieure basée sur l'image par une théorie de l'utilisation du sens. Cependant, la deuxième partie des investigations philosophiques, axée sur la psychologie, utilise le concept comme une métaphore de la psychologie humaine.